# ACCION Cine-Vídeo-Tele
La revista ACCION Cine-Vídeo-Tele es una revista de cine de información cinematográfica dirigida a un público de todas las edades con vocación coleccionista. Actualmente la dirige Héctor Alonso Bautista.

## Historia
Está editada por la empresa Norea y Alomán Ediciones, S.L. financiada con capital 100% español y sin ningún tipo de subvención por parte de ningún organismo.
Desde el año 2018 es la segunda revista de cine más leída en España. 
Cuenta con una versión On line y canal de YouTube con más de 75,000 suscriptores. 
Su objetivo ha sido siempre difundir el cine clásico, por lo que su punto fuerte son los coleccionables: 
- fichas de películas actuales
- fichas de películas clásicas
- Carteles de cine
- fichas y reportajes coleccionables de actores clásicos y series de televisión .

Además existen secciones de noticias con temáticas especializadas en cine oriental y fantástico, anime-manga, reportajes de las novedades en la cartelera, entrevistas con actores españoles e internacionales, novedades de cine en casa, videojuegos, bandas sonoras y series de televisión.

## Equipo
Director: Héctor Alonso

Equipo de redacción: Miguel Juan Payán, Jesús Usero, Jesús Martín, Juan Carlos Paredes, Santiago de Bernardo, Jaime V. Echagüe, Sergio Hardasmal.

Durante 2013 y 2014 colaboró en artículos relacionados con los cómics, cine, superhéroes y videojuegos, el popular presentador del programa Pasapalabra de Telecinco Christian Gálvez

También en 2013 y 2014 el popular cómico, realizador de cine, actor y guionista Diego Arjona, colaboró en una sección mensual dedicada a recordar el cine de la década de los 80.